# L'Erreur
Pour les articles ayant des titres homophones, voir L'erreur et Lehrer.
L'erreur ou la seconde vie de Sylvain Regard
 (février 2011).
L'erreur ou la seconde vie de Sylvain Regard est le premier roman écrit par le journaliste et écrivain Jean Daniel. Paru en 1952 (LGF), il est réédité en 1977 (Livre de poche, LGF), puis en 1984 chez Gallimard (Collection Blanche).

## Présentation
Dans son livre L’ère des ruptures, Jean Daniel écrira aussi : « Je fus souvent tenté de préférer l’erreur qui rapproche à la vérité qui sépare ».
La raison de cette réédition, nous confie Jean Daniel, vient d'une certaine indulgence pour le héros de ce récit, à un âge où il faut bien "s'assumer", y reconnaître une partie de soi, un morceau de jeunesse qu'il n'est pas facile d'identifier.

## Préface d'Albert Camus
Selon Jean Daniel, ce serait Albert Camus qui l'aurait incité à écrire et à publier L'Erreur.
« Il est peu de premier livre dont, si vite, je me suis senti aussi proche. » Ainsi commence la préface qu'Albert Camus écrivit pour ce premier roman de son ami Jean Daniel. « L'angoisse de Bruxelles » dont il parle a des airs de brume des canaux d'Amsterdam, décor de La Chute. Mais ici, il s'agit d'une « angoisse en plein soleil », sujet du livre.

## Thème
« Le sujet de L'Erreur est justement cet affrontement et comment un homme, né pour vivre, peut trouver au-delà d'une certaine mort, une deuxième vie. » Là commence la seconde vie de Sylvain Regard.[incompréhensible]

## Résumé
Sylvain Regard est un être de paradoxe. Apparemment, c'est un jeune homme pauvre, qui a un patron méprisable et un travail qui ne correspond guère à ses dons. Pourtant, « il vit comme un être comblé. » Il se sent privilégié, « le soleil brille pour lui », la guerre lui sert de révélateur et il aime ses succès féminins. Il rejette par-dessus tout l'injustice et la laideur.
Au-delà de son engagement dans la vie politique, Jean Daniel pense à la question de la grâce -beauté et laideur, maladie et mort- mais les canons de la beauté n'ont-ils pas été définis par des hommes ? Si tout est politique, de tout temps, « tous les visionnaires ont préconisé une discipline de fer pour préparer le brasier rédempteur, inéluctable prélude à tous les paradis. » Il est donc sceptique sur le "tout politique" et prône la modestie car l'erreur est de croire que tout nous est dû. Se battre et rester modeste : « comprendre cela, c'est accéder à la deuxième vie. »
Sylvain Regard a décidé d'en finir, hanté par le souvenir de Louise qui s'est suicidée il y a pourtant bien longtemps. Il a rendu visite à François son oncle qui l'a bien connue, sans bien savoir pourquoi, Louise que la beauté avait négligée, condamnée aux "qualités morales" et François avait conclu : « La rançon de la joie n'est pas la souffrance, c'est la mort; dans la souffrance on finit toujours par s'installer. » Peut-être.
Sa décision est prise mais sur son chemin il va rencontrer des fâcheux. Sa sœur d'abord qui l'emmène chez ses beaux-parents. Pourquoi ne riait-il plus comme avant, lui demanda-t-elle, un bon rire, bienfaisant, qui fait « s'épanouir l'âme. » Un rire thérapeutique en somme. Puis il reçut la visite de son ami Max, désespéré par la maladie de sa femme, habitée de névralgies épouvantables. Il l'accompagne finalement à l'hôpital où elle doit suivre un traitement psychologique à base de rire collectif. Mais le rire thérapeutique n'agit pas, elle reste figée, sans un rire, pas même un petit sourire et le lendemain, elle met fin à ses jours et à sa souffrance.
Cette fin tragique provoque chez Sylvain comme une catharsis, Louise et la femme de Max sont désormais impuissantes contre la beauté de la nuit ou son « amour exclusif pour les petits matins. »